# 源 (俳優)
源（げん、1976年10月21日 - ）は、日本の俳優、モデル。千葉県松戸市出身。ギグマネジメントジャパンに所属。身長182cm。体重70kg。

## 来歴
松戸市立第二中学校、船橋市立船橋高等学校サッカー部出身で、ポジションはDF。高校1年生の後半から右足の怪我に悩まされ、半月板・前十字靭帯・内側側副靱帯などの怪我を経験した。高校時代に怪我のサポートが手厚かった理学療法士に感銘を受け、卒業後に医療系の専門学校や大学を受験するも不合格となり、海外でトレーナー資格を取るためにアルバイトで資金を貯めようと上京。都心のカフェで働き、芸能雑誌関係者からモデル撮影のスカウトを受けた。その後、芸能関係者の勧めで美樹克彦を紹介され、美樹の自宅で毎週歌謡曲のボイストレーニングをし、それを経てエリート・モデル・マネジメントに所属した。なお、現在までの芸名は事務所内に「淳」という名前のモデルが多かったことで、さんずいで画数が良い漢字から「源」に改名した。
2006年1月より特撮テレビドラマ『魔弾戦記リュウケンドー』で不動銃四郎 / リュウガンオー役を演知名度を上げる。同作品が初の映像作品出演となった。不動銃四郎のあだ名が「おっさん」となったのは、彼が撮影開始時28歳だったため引きずられる形でできた。
TBS『最強の男は誰だ!壮絶筋肉バトル!!スポーツマンNo.1決定戦』のMONSTER BOXで、初挑戦は11段だったが、2回目の出場で7段更新の18段を成功し、No.1を獲得した（自己記録更新段数新記録）。なお、この2回目の挑戦は、参加者選抜のバスツアーで総合1位となり出場の権利を勝ち取った。2回目の大会では、実況で先輩のワッキーとともに「市船コンビ」と言われていた。
2008年12月の映画『トミカヒーロー レスキューフォース 爆裂MOVIE マッハトレインをレスキューせよ!』では不動銃四郎を思わせるおっさん刑事を演じた。来ていた服は当時と同じである。
2012年に演劇ユニット「テトラクロマット」旗揚げに参加した。

## 人物
無類のサッカー好き。演出・脚本家である鈴木勝秀が主催するサッカーチーム「FC AARDVARK」に所属している（FC AARDVARK主将は勝村政信）。

## スポーツマンNo.1決定戦
第17回芸能人サバイバルバトル（2006年10月5日放送）
SPIN OFF準決勝進出、TAIL IMPOSSIBLEでは最終レースまで残り3位の活躍も、MONSTER BOXで11段を成功後、パスを続け15段に挑むが失敗。記録11段で終了したことが響き総合7位で脱落。
新王座チャレンジバトル（2007年3月30日放送）
バスツアー予選会を1位で通過し出場。CONQUISTADORでは1回戦で佐藤弘道に敗れるも、PECT CROSSでは全選手中唯一の70kgをクリアしてNo.1。前回記録11段に終わったMONSTER BOXでは7段も自己記録を更新する18段をマークし、ダンテ、ワッキーと並んでNo.1を獲得。MUSCLE GYMは188回で5位タイ。暫定総合3位でファイナル進出も、SHOT-GUN-TOUCHで3回全ての試技を失敗し、最終順位は総合6位。
芸能人サバイバルバトル
| 大会           | 放送日        | 総合順位 |
| -------------- | ------------- | -------- |
| 第17回大会     | 2007年10月5日 | 7位      |
| 新王座CB(XXXV) | 2007年3月30日 | 6位      |

## 出演

### テレビドラマ
- 魔弾戦記リュウケンドー（2006年1月 - 12月、テレビ愛知系） - 不動銃四郎 / 魔弾銃士リュウガンオー / 魔弾銃士マグナリュウガンオー 役
- イヌゴエ 第6話（2006年11月、テレビ神奈川・テレビ埼玉・千葉テレビ放送 他） - ドッグセラピスト・鈴木 役

### 映画
- スキヤキ・ウエスタン ジャンゴ（2007年、三池崇史監督）
- トミカヒーロー レスキューフォース 爆裂MOVIE マッハトレインをレスキューせよ!（2008年、岩本晶監督） - おっさん刑事 役

### バラエティ番組
- 最強の男は誰だ!壮絶筋肉バトル!!スポーツマンNo.1決定戦（2006年10月4日、2007年3月30日、TBS）

### 舞台
- シアターカンパニーSTANDARD SONG「ずっと一緒に…」（1998年） - 久徳英雄 役
- シアターカンパニーSTANDARD SONG「TOGETHER FOREVER」（1999年） - 山崎行広 役
- シアターカンパニーSTANDARD SONG「SOUL VACATION」（1999年）
- 北区つかこうへい劇団「熱海殺人事件 ザ・ロンゲスト・スプリング2000」（2000年） - 木村伝平衛 役
- シアターカンパニーSTANDARD SONG「PORSCHE SPYDER」（2001年） - テッケンジョー 役
- パルコ劇場30周年記念公演「BENT」（2004年） - ダンサー 役
- テトラクロマット「銀河廃線」（2013年） - かんちゃん 役
- テトラクロマット「花の下にて」（2014年） - ワカ 役
- テトラクロマット「風は垂てに吹く」（2016年） - テグさん 役

### 広告・CM
- ナイキ
- 東京三菱銀行「テニス編」
- マクドナルド
- ハウステンボス「ニースな気分編」（2004年）
- サントリー
- 明治記念館
- 無印良品
- 住友生命
- Canon
- ナショナル「メンズグルーミング・もっと、男、前へキャンペーン」（2006年）
- トヨタ「プリウス・星空編」（2006年）
- アディダス「premiumstyle」
- マツダ MAZDA CX-8「満ちるとき」篇
- 他多数

### その他
- SPAZIO（ショー出演）